# グルイーノ
グルイーノ（英: gluino）とは、超対称性粒子の一種であり、量子色力学で強い相互作用を媒介するゲージ粒子として導入されたグルーオンの超対称性パートナーである。
超対称性理論では、素粒子の標準理論に登場するゲージ粒子はスピンが1のボース粒子、即ちベクトル粒子であるので、その超対称性パートナー粒子は、ゲージ粒子と同一のベクトル超多重項に属する、スピンが1/2のフェルミ粒子となる。
グルーオンがカラー八重項の質量0のゲージ粒子であるのに対して、グルイーノはカラー八重項の質量が0でないマヨラナ粒子である。
TevatronやLHCをはじめとするハドロンコライダーでの直接探索が行われているが、いまだ発見には至っていない。LHCの重心系エネルギー13TeV陽子陽子衝突を用いたATLAS実験・CMS実験によって、モデルに依らず概ね質量1TeV以下, モデル次第では最大で2TeV前後までが現在棄却されている。